# Terremoto de Nepal de 1988
El terremoto de Nepal de 1988 ocurrió en Nepal cerca de la frontera con la India y afectó gran parte del norte de Bihar.El terremoto de magnitud 6,9 sacudió la región a las 04:39 hora local del 21 de agosto de 1988, matando a 1.450 personas e hiriendo a 6.553.El terremoto se produjo en dos episodios de 10 segundos y 15 segundos cada uno y dejó grietas en 50.000 edificios, incluidos Raj Bhavan y el antiguo edificio de la Secretaría en Patna, Bihar.